# Nassaji Mazandaran Football Club
Nassaji Mazandaran Football Club (em persa: باشگاه فوتبال نساجی مازندران) é um clube de futebol do Irã, da cidade de Qaem Shahr. Suas cores são vermelho e branco.
Nassaji tem uma das presenças médias mais altas do Irã. O Nassaji também é o clube mais antigo da região do Cáspio do Irã e um dos mais antigos de todo o país. Nassaji foi promovido à Iran Pro League pela primeira vez em 2018, tornando-se o segundo time da província de Mazandaran a jogar na liga.

## História

### Estabelecimento
A Nassaji Mazandaran Company fundou o clube em Qaem Shahr em 1959. Nassaji entrou na Qods Cup em 1988 e logo depois de entrar na primeira divisão Azadegan League em 1991 e permaneceu um forte concorrente nessa divisão até 1995.

### Anos recentes
Nassaji ficou na 2ª divisão até 2001 e quando a Federação Iraniana de Futebol decidiu começar uma liga profissional, a liga Azadegan se tornou a segunda liga mais alta do Irã. Em 2004, Nassaji foi rebaixado para a 2ª Divisão do Futebol do Irã, mas foi promovido de volta à Liga Azadegan no final da temporada 2005-06. Em 3 de agosto de 2006, Nasser Hejazi assinou como técnico do Nassaji com um contrato de um ano para a temporada Azadegan League 2006/07. Na temporada de 2013-14, Nassaji teve sua maior convocação com a promoção para a Golfo Pérsico Pro League desde seu rebaixamento da primeira divisão em 1995, a equipe terminou em terceiro no Grupo A, que estava a uma vaga de uma jogada de promoção - fora do local. Na temporada seguinte, Nassaji terminou novamente em terceiro e a dois pontos da vaga no play-off de promoção.

### Liga Profissional do Golfo Pérsico

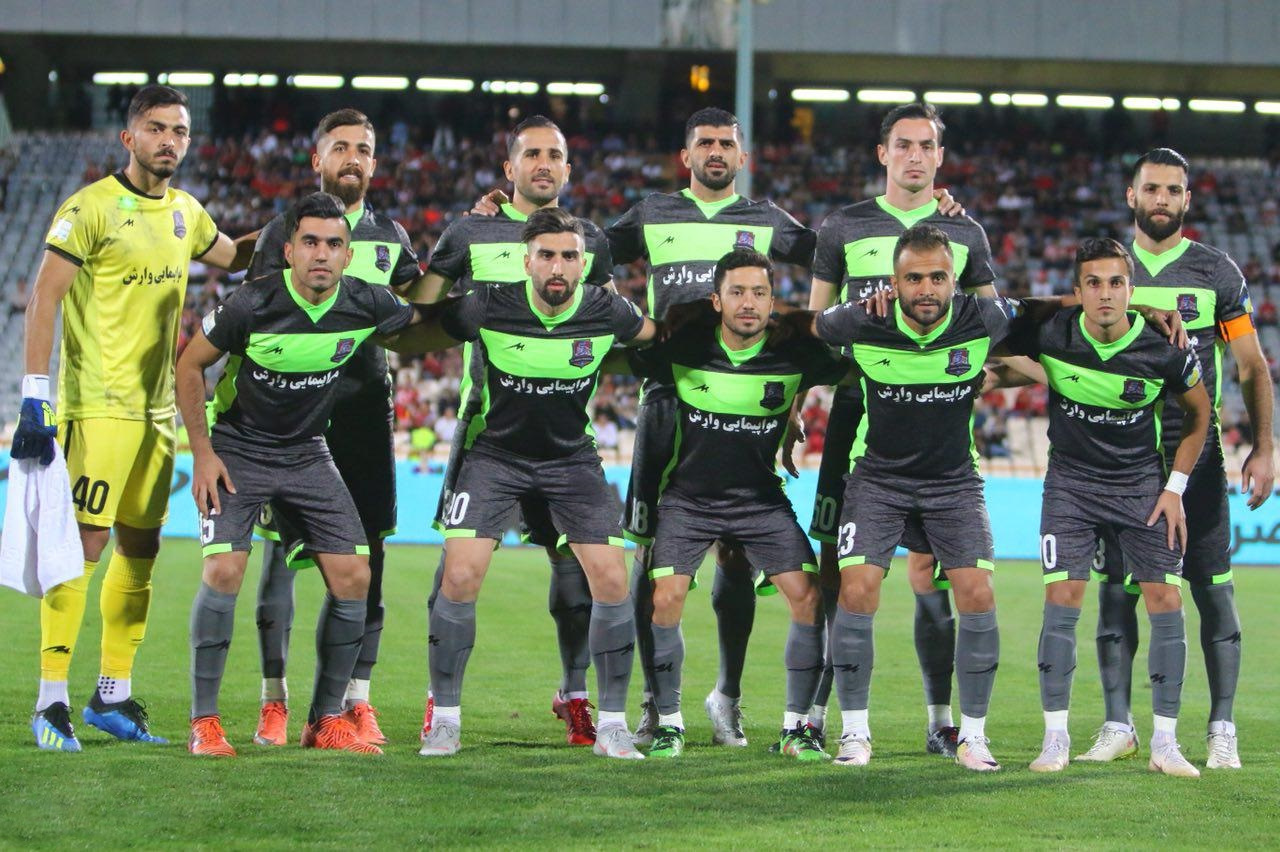
Time Nassaji na Liga 2018-19

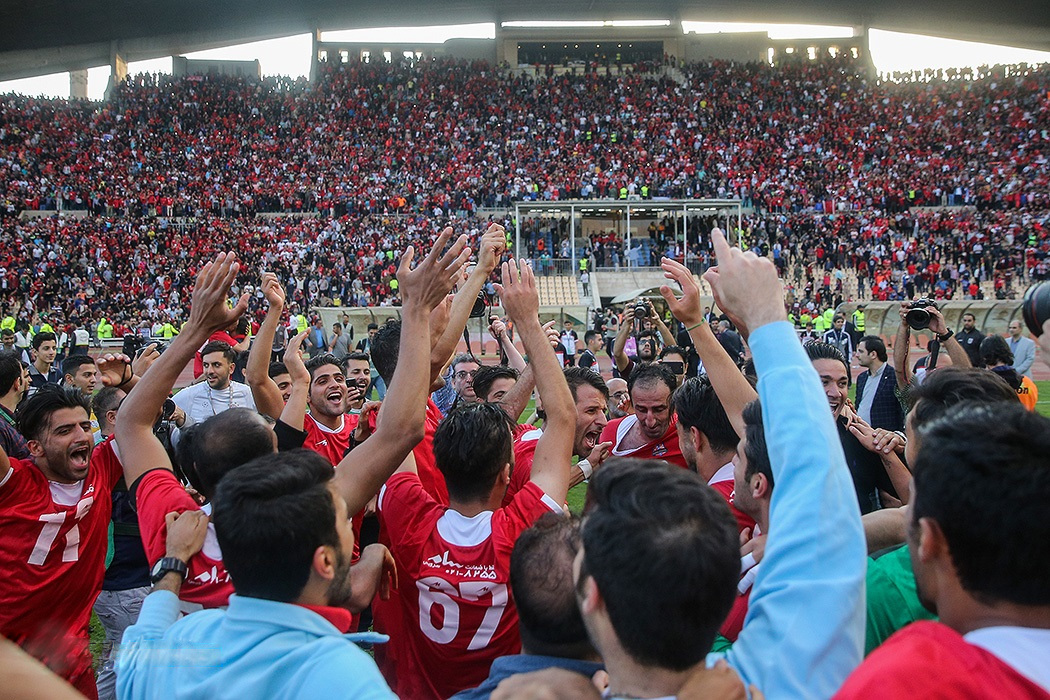
Fãs com suporte da equipe Nassaji

Em 29 de abril de 2018, após uma vitória contra Rah Ahan, Nassaji terminou em segundo lugar na Liga Azadegan e foi promovido à Liga Profissional do Golfo Pérsico pela primeira vez.